# Aleksiej Panfiłow
Aleksiej Pawłowicz Panfiłow (ros. Алексей Павлович Панфилов; ur. 5 maja?/17 maja 1898 w Kazaniu, zm. 18 maja 1966 w Moskwie) – generał porucznik wojsk pancernych Armii Radzieckiej.

## Życiorys
W 1918 roku wstąpił do Armii Czerwonej i do partii komunistycznej. Uczestniczył w wojnie domowej w Rosji na froncie wschodnim. W 1937 roku ukończył Wojskową Akademię Mechanizacji i Motoryzacji Armii im. Stalina. 
Jako pułkownik dowodził 2 Brygadą Zmechanizowaną w zwycięskiej kampanii latem 1938 roku, prowadzonej przeciwko Japończykom nad jeziorem Chasan. (Patrz: Walki nad jeziorem Chasan). W 1939 roku został zastępcą szefa zarządu wojsk pancernych Armii Czerwonej. 
W latach 1940–1941 był zastępcą szefa Zarządu Wywiadu Sztabu Generalnego Armii Czerwonej, a w latach 1941–1942 – szefem tego Zarządu, 16 lutego 1942 przekształconego rozkazem Ludowego Komisarza Obrony ZSRR w Główny Zarząd Wywiadowczy Sztabu Generalnego. 
Jednocześnie od października 1941 roku do sierpnia 1942 roku był zastępcą szefa Sztabu Generalnego i pełnomocnikiem do spraw formowania Armii Polskiej w ZSRR.
Pod koniec sierpnia 1942 roku, w związku z wyjściem Armii Andersa z ZSRR, został oddelegowany na front. Był zastępcą dowódcy 3 Armii Pancernej i 5 Armii Pancernej, następnie dowodził 6 Gwardyjskim Korpusem Pancernym oraz 10 Korpusem Pancernym (październik 1943 – kwiecień 1944). 11 marca 1944 roku został awansowany na generała porucznika. Od sierpnia 1944 roku do maja 1945 roku dowodził 3 Gwardyjskim Korpusem Pancernym. Za działania w rejonie Trójmiasta (m.in. rozgromienie między Gdynią a Gdańskiem resztek niemieckiej 2 Armii) uhonorowany został 29 maja 1945 roku tytułem Bohatera Związku Radzieckiego.
Po zakończeniu II wojny światowej dowodził 3 Dywizją Pancerną. W 1954 roku ukończył wyższy kurs przy Akademii Sztabu Generalnego. Został kierownikiem zakładu w Akademii Wojsk Pancernych i starszym wykładowcą Akademii Sztabu Generalnego. Przeniesiony do rezerwy w 1959 roku. Zmarł 18 maja 1966 roku.

## Nagrody i odznaczenia
- Order Lenina (dwukrotnie, 21 lutego 1945 i 29 maja 1945)
- Order Czerwonego Sztandaru (pięciokrotnie, 25 października 1938, 22 lutego 1940, 4 stycznia 1943 i 3 listopada 1944)
- Order Suworowa I klasy (10 kwietnia 1945)
- Order Suworowa II klasy (10 stycznia 1944)
- Medal „Za Odwagę” (17 listopada 1939)
- Medal jubileuszowy „XX lat Robotniczo-Chłopskiej Armii Czerwonej”
- Medal „Za obronę Moskwy” (4 kwietnia 1945)
- Medal „Za zwycięstwo nad Niemcami w Wielkiej Wojnie Ojczyźnianej 1941–1945”
- Krzyż Wojenny Czechosłowacki 1939 (Czechosłowacja)
- Dukielski Medal Pamiątkowy (Czechosłowacja)